# Bodenrode-Westhausen
Bodenrode-Westhausen là một đô thị ở huyện Eichsfeld, Đức. Đô thị này có diện tích 14,53 km², dân số thời điểm 31 tháng 12 năm 2006 là 1190 người.